# Viticultura în România
Viticultura este o ramură a agronomiei care se ocupă cu cultivarea viței de vie.

## Termeni specifici
Viticultura dispune de areale bine delimitate, iar în cadrul acestora, de areale în interiorul cărora se pot produce vinuri cu drept de origine controlată. Unitățile de habitat viticol din România sunt:
- Regiunea viticolă este un habitat de mare întindere care, de regulă, coincide cu provincia istorică. Ea prezintă unele caracteristici comune în ceea ce privește condițiile ecologice, sortimentul de soiuri, gama de vinuri care se pot obține.

- Podgoria este unitatea viticolă al cărui areal întrunește caracteristici comune privind climatul și ansamblul de microclimate, de regulă tipurile de sol, soiurile cultivate, tehnologiile de cultură și de vinificare. Podgoria dispune de îndelungată tradiție, iar vinurile obținute într-o anumită podgorie se bucură de reputație.

- Centrul viticol cuprinde un areal mai restrâns și de obicei mai concentrat. Unitatea climă-sol, tehnologia în cadrul centrului viticol este și mai bine pusă in evidență. Ca regulă, o podgorie are două sau mai multe centre viticole, dar există și centre viticole independente care sunt situate în afara podgoriilor. Pentru vinurile cu denumire de origine controlată, vinul poartă denumirea podgoriei sau a centrului viticol respectiv.

- Plaiul viticol face parte integrantă dintr-un centru viticol și este cea mai mică unitate de habitat viticol. Este situat pe o anumită formă de relief, are același microclimat și în mod normal imprimă aceeași calitate produselor care se obțin.

## Regiunile viticole din Romania
Regiunile viticole din România și podgoriile aferente sunt:

### Regiunea viticolă a Podișului Transilvaniei
'''Regiunea viticolă a Podișului Transilvaniei''' are în compunere podgoriile Podgoria Târnave, Podgoria Alba, Podgoria Sebeș-Apold, Podgoria Aiud și Podgoria Lechința. In cadrul acestora se află 17 centre viticole, separat de care se găsește și un centru viticol independent (Dej), iar în componența lor există numeroase plaiuri viticole. Direcția principală de producție a regiunii o constituie vinurile albe, obținute într-o gamă largă, de la cele de consum curent până la cele de mare marcă, dintre care unele pot fi demi-dulci și chiar dulci. Alături de acestea, recunoscute în țară și peste hotare, sunt și vinurile spumante de tip Jidvei, Alba etc. 

### Regiunea viticolă a Dealurilor Moldovei
'''Regiunea viticolă a Dealurilor Moldovei''' este cea mai mare și mai renumită regiune viticolă din România. Ea înglobează numeroasele plantații din spațiul predominant deluros-colinar, cuprins între Subcarpații Moldovei, Carpații de Curbură, valea Prutului și valea Siretului inferior. Regiunea viticolă a Dealurilor Moldovei cuprinde un număr de 12 podgorii și anume: Podgoria Cotnari, Podgoria Iași, Podgoria Huși, Podgoria Colinele Tutovei, Podgoria Dealul Bujorului, Podgoria Nicorești, Podgoria Ivești, Podgoria Covurlui, Podgoria Zeletin, Podgoria Panciu, Podgoria Odobesti și Podgoria Cotești. Încadrate în aceste podgorii se află un număr de 44 centre viticole la care se adaugă și 8 centre independente: Hlipiceni, Plugari și Probota in nord, Vaslui în centru, Grivița și Nămoloasa în sud, Bozieni și Răcăciuni în vestul regiunii. Regiunea este profilată pe producerea vinurilor și, în mai mică măsură, a strugurilor de masă. Vinurile obținute, în cea mai mare parte albe, sunt într-o paletă largă, începand cu cele de consum curent, până la cele de calitate superioară în mod natural dulci, care pot sta alături de cele mai bune vinuri ale lumii (Sauternes, Lacrima Cristi s.a.). În acest sens, trebuie remarcat faptul că, vinul de Cotnari este înscris în catalogul celor mai bune vinuri ale lumii. Vinurile seci sunt realizate în principal în podgoriile Odobești, Cotești, Panciu. Productia de vinuri roșii are un caracter insular.

### Dealurile Munteniei și Olteniei (Regiunea III)
Această regiune corespunde teritorial aproape în întregime cu marea unitate de dealuri și coline cunoscute geografic sub numele de Podișul (sau Piemontul) Getic. Ea se întinde între Subcarpații Getici de la nord și Câmpia Română. În cadrul Regiunii viticole există un număr de 8 podgorii (Dealurile Buzăului, Dealu Mare, Ștefanești, Sâmburești, Drăgășani, Dealurile Craiovei, Severin și Plaiurile Drancei), în cuprinsul cărora se disting 32 de centre viticole din care trei centre viticole independente (Segarcea, Tg. Jiu și Poiana Crușetu). Producția de vinuri este destul de diversificată. Cu excepția podgoriei Sâmburești, profilată preponderent pe producerea de vinuri roșii, toate celelalte podgorii produc o gamă largă de vinuri în principal albe, începând de la cele de consum curent, până la cele superioare îndreptățite la denumire de origine și trepte de calitate.  

### Dealurile Banatului  (Regiunea IV)
Situată în sud-vestul României, în triunghiul format de apa Mureșului cu Munții Banatului și frontiera cu Iugoslavia, această regiune întrunește, întrucâtva, condițiile unei singure podgorii. Cu toate că regiunea este profilată în principal pe producerea de vinuri, soiurile pentru struguri de masă nu lipsesc din plantație. Dintre acestea de o mai largă răspândire și o mai bună apreciere se bucură cele din grupa Chasselas, iar pe alocuri se întâlnesc și soiurile Muscat Hamburg și Muscat de Adda. Și unele și altele sunt folosite mai mult pentru consum local în centrele populate ale zonei și mai puțin pentru export.  

### Crișana și Maramureșul  (Regiunea V)
Regiunea cuprinde 4 podgorii (Miniș-Maderat, Diosig, Valea lui Mihai, Silvaniei) și un număr de 13 centre viticole dintre care două (Halmeu și Seini) sunt independente. Soiurile dominante în cultură sunt cele pentru vinuri și în mai mică măsură pentru masă. Dintre soiurile pentru vinuri se amintesc: Fetească albă, Riesling italian, Fetească regală, Furmint, Pinot gris, Mustoasă de Maderat și Iordana. Dintre soiuri pentru vinuri roșii mai importante sunt Cadarcă și Burgund. Condițiile eco-climatice permit producerea unei game largi de vinuri, începând de la cele albe și roșii de consum curent până la cele de calitate superioară. O favorabilitate bună pentru producerea vinurilor roșii se întâlnește în sudul regiunii, mai ales la Miniș. În podgoria de la Șimleul Silvaniei și parțial la Zalău și Maderat s-a impus și producerea de vinuri spumante.  

### Colinele Dobrogei  (Regiunea VI)
Situată în sud-estul României, corespunde în întregime Podișului Dobrogean, clar delimitat între Dunăre, Marea Neagră și frontiera cu Bulgaria. Particularitățile fizico-geografice ale acestei regiuni viticole sunt imprimate în esență de predominarea reliefului de platou, cu slab-moderată altitudine și fragmentare, de învelișul loessic aproape generalizat și de bioclimatul net continental al stepei-silvostepei pontice, a cărui excesivitate este parțial atenuată de vecinătatea Mării Negre și de masele acvatice din Batile și Delta Dunării. Cadrul natural constituie, desigur, condiția de bază în dezvoltarea viticulturii acestei regiuni, multe dintre vinurile sale fiind solicitate la export încă din antichitate. Pentru calitatea lor superioară pledează întreaga ambianță a factorilor ecologici, dar suveran se impune climatul cu potențialul său caloric deosebit de avantajos, mai puțin componenta sa hidrică care rămâne deficitară sub aspect natural dar nu dificil remediabilă antropic. Regiunea viticolă a Colinelor Dobrogei cuprinde podgoriile Sarică-Niculițel, Istria-Babadag, Murfatlar. În cadrul acestora se află 9 centre viticole (Măcin, Niculițel, Tulcea, Valea Nucarilor, Babadag, Istria, Cernavodă, Medgidia, Murfatlar), iar exterior acestora, încă 5 centre viticole independente (Dăeni, Hârșova, Mangalia, Adamclisi, Chirnogeni). Sub aspect social-economic, rețeaua internă de căi ferate și rutiere, conectată la cea națională, asigură circulația și consumul produselor viti-vinicole pe plan local (inclusiv în zona turistică a litoralului) și în restul țării, iar căile năvale dunărene și maritime înlesnesc exportul. Motivat de faptul că regiunea are două direcții principale de producție (struguri de masă și vinuri), se justifică de ce într-o regiune restrânsă și-au găsit loc numeroase soiuri. Dintre cele de masă se cultivă Cardinal, Regina viilor, Chasselas, Muscat Hamburg, Muscat de Adda, Afuz Ali, ș.a. Dintre soiurile pentru vinuri albe se amintesc Aligote, Fetească albă, Fetească regală, Pinot gris, Chardonnay, iar dintre cele roșii Cabernet Sauvignon, Pinot noir, Merlot, Sangiovese ș.a. Din acest sortiment larg de soiuri se produc numeroase categorii și tipuri de vin, dintre care unele, ca de exemplu cele de la Murfatlar și, în parte, cele de la Sarica-Niculițel, sunt de notorietate mondială. 

### Terasele Dunării  (Regiunea VII)
Această regiune este situată în cea mai mare parte pe terasele Dunării din sud-estul Câmpiei Române și cuprinde în aria ei podgoriile Ostrov și Greaca și 5 centre viticole în cadrul podgoriilor (Aliman, Băneasa, Oltina, Ostrov, Greaca) și 3 centre viticole independente: Zimnicea, Giurgiu și Fetești. Deși unele centre sunt distanțate între ele, prezența unor vii răzlețe de legătură și plasate în condiții ecologice similare, certifică conturarea unei regiuni viti-vinicole distincte cu numele de mai sus. Regiunea are ca direcție principală de producție obținerea de struguri pentru masă. În acest scop și mai ales în podgoria Greaca, se cultivă mai multe soiuri, începând cu cele de coacere extratimpurie până la cele târzii. Producția vinicolă este variată, constituită în mare parte din vinuri de consum curent, între care dominante sunt cele albe. Parte din cele roșii pot atinge și calitatea ce se cere unui vin superior. Cuprinde podgoriile Ostrov și Greaca.  

### Nisipurile și alte terenuri favorabile din sudul țării  (Regiunea VIII)
Această regiune se suprapune, în principal, pe larga zonă de nisipuri din sudul Câmpiei Olteniei, vecinătatea nordică, mediană și tabulară a Câmpiei Române dintre Oltul inferior și Siretul inferior. În cadrul acestei regiuni viticole se diferențiază trei podgorii (Dacilor, Calafat, Sadova-Corabia) care cuprind un număr de opt centre viticole. Sortimentul de struguri cultivat aici este constituit în principal de soiuri pentru vinuri și în mai mică măsură din soiuri pentru struguri de masă. Din prima categorie se amintesc soiurile Aligote, Fetească regală, Saint Emilion, Riesling italian, Sauvignon, Rkatiteli, Roșioară, Babeasca neagră, Muscat Ottonel și San Giovese. Pentru struguri de masă se cultivă soiurile Perla de Csaba, Cardinal, Chasselas dore, Muscat de Adda, Coarnă neagră și Italia.